# Kékesi Gábor
Kékesi Gábor (névváltozata: Kékessy; Budapest, 1984. augusztus 26. –) magyar színész.

## Életútja
A Pesti Magyar Színiakadémián végzett 2010-ben, majd a Pannon Várszínházban, a Thália Színházban, a Vígszínházban, a Karinthy Színházban és az Operettszínházban is játszott. Színpadi (prózai és zenés) szerepei mellett szinkronszínészként is ismert, emellett filmekben és sorozatokban is szerepet vállalt. Országosan ismertté a Viasat3 200 első randi című sorozatában Bicskey Félix megformálásával vált.
2014-ben indult az X Faktor című tehetségkutató műsorban. Korábban dolgozott a Malévnél légiutaskísérőként.

## Fontosabb színházi szerepei
- Meseautó (2024)
- Szép nyári nap (2024)
- Made in Hungária (2022)
- Hair (2019)
- A Pál utcai fiúk (2017)[9]
- Fejünk felől a tetőt (Jókai Anna) – Ivancsics Ilona és Színtársai (2014)[10]
- Monte Cristo grófja (2012)[11]
- Játék a kastélyban (2012)[12]
- Ének az esőben (2011)[13]
- A dzsungel könyve (2007)[14]
- Grease (2000)[15]
- Valahol Európában (1999)
- Elisabeth (1996)

## Filmográfia
- Made in Hungaria (2011)[16]
- Starfactory (2014)[17]
- A tanár (2018)
- Oltári csajok (2018)
- A két gróf Andrássy Gyula (2018)[18][19]
- 200 első randi (2018-2019)[20]
- Jófiúk (2019)
- Drága örökösök (2019)
- A mi kis falunk (2019)
- Keresztanyu (2021–2022)[21]
- Elk*rtuk (2021)
- A renitens (2024)
- Drága örökösök – A visszatérés (2024)

## Kapcsolódó oldalak
- 200 első randi
- Vígszínház
- Operettszínház
- Thália Színház